# Klemen Grošelj
Klemen Grošelj é um político esloveno eleito membro do Parlamento Europeu em 2019.